# Іритатор
Іритатор (Irritator) — рід спінозаврів, що мешкали на території сучасної Бразилії у часи альбського віку ранньої Крейди, приблизно 113—110 млн років тому. Він відомий завдяки майже повному черепу, знайденому у формації Ромуальдо в басейні Араріпе. Цей череп придбали торговці скам'янілостями й продали його Державному музею природної історії в Штутгарті. У 1996 році зразок став голотипом типового виду Irritator challengeri. Назва роду походить від слова «роздратування», що описує почуття палеонтологів, які виявили, що череп був сильно пошкоджений і видозмінений колекціонерами. Видова назва присвячена вигаданому персонажу — професору Челленджеру з романів Артура Конан Дойла.
Деякі палеонтологи розглядають Angaturama limai — відомого за кінчиком морди, який був описаний пізніше в 1996 році — за потенційний молодший синонім іритатора. Обидві тварини походять з тих самих стратиграфічних підрозділів басейну Араріпе. Раніше також припускали, що частини черепа ірітатора та ангатурама належали одному екземплярові. Хоча це було поставлено під сумнів, для підтвердження того, що це одна й та сама тварина, потрібно більше викопного матеріалу. Інші фрагменти скелетів спінозаврів, деякі з яких могли належати Ірітатору або Ангатурамі, були винайдені у формації Ромуальдо, що дозволило виготовити копію скелета і виставити її в Національному музеї Ріо-де-Жанейро у 2009 році.
За оцінками, довжина іритатора становила від 6 до 8 метрів, а вага — близько 1 тонни, що робить його одним з найменших відомих спінозаврів. Його довга і тонка морда була вкрита прямими конічними зубами без зазубрин. Вздовж голови проходив тонкий сагітальний гребінь, до якого, ймовірно, кріпились потужні м'язи шиї. Ніздрі були розташовані далеко назад від кінчика морди, а жорстке вторинне піднебіння мало зміцнювати щелепу під час годівлі. Голотип підліткової особини Irritator challengeri залишається найкраще збереженим черепом спінозаврового динозавра з усіх знайдених.
Іритатора спершу прийняли за птерозавра, а згодом — за маніраптора. У 1996 році тварина була ідентифікована як спінозавровий теропод. Голотипний череп був ретельно підготовлений перед повторним описом у 2002 році, що підтвердило цю класифікацію. Існує припущення, що іритатор мав універсальний раціон, подібний до раціону сучасних крокодилів; можливо, він харчувався переважно рибою та будь-якою іншою дрібною здобиччю, яку міг зловити. Відомі також скам'янілості особини, яка з'їла птерозавра, або вполювавши, або з'ївши його труп. Іритатор, можливо, вів напівводний спосіб життя і мешкав у тропічному середовищі прибережних лагун, оточених сухими регіонами. Він співіснував з іншими хижими тероподами, а також черепахами, крокодилами та великою кількістю видів птерозаврів і риб.

## Історія дослідження

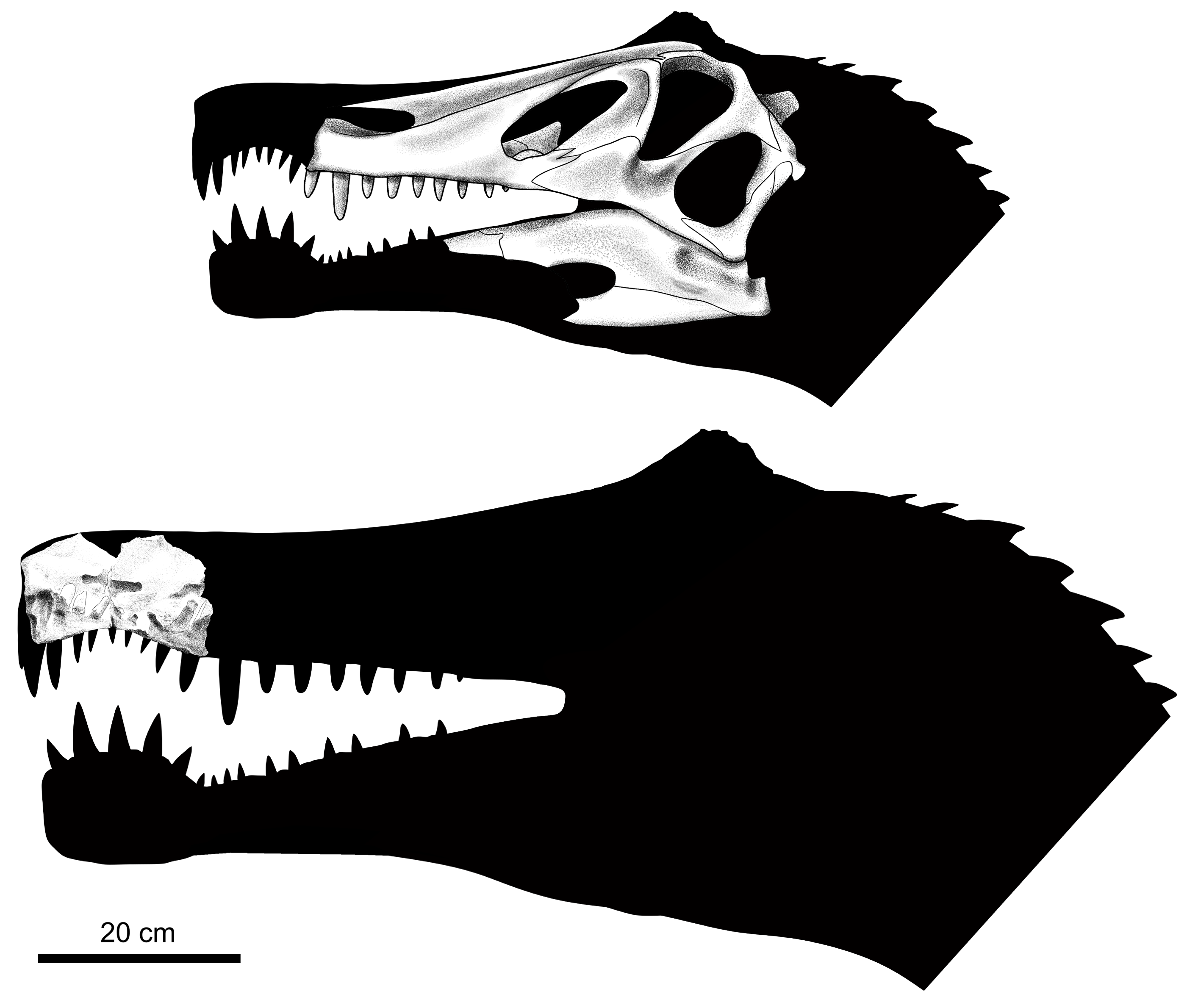
Голотипи Irritator challengeri та Angaturama limai

Голотип іритатора був знайдений у крейдяній конкреції, що містила задню частину великого черепа з нижніми щелепами поблизу міста Сантана-ду-Карірі на північному сході Бразилії. Ця скам'янілість була придбана дилерами, які продали її Руперту Вільду з Державного музею природознавства в Штутгарті, Німеччина. Тоді припускали, що це череп гігантського базального птерозавра, або летючої рептилії, оскільки регіон Чапада-ду-Араріпе славиться численними знахідками птерозаврів, а німецький музей часто купував їхні експонати. Оскільки знахідка обіцяла бути унікальною та надзвичайно важливою, для її вивчення було залучено німецьких та британських експертів з птерозаврів. Стаття, німецький палеонтолога Еберхарда Фрея і британського палеонтолога Девіда Мартілла, що описувала іритатора як птерозавра, вже була подана до публікації, коли вона була спростована рецензентами, які припустили, що скам'янілість належала тероподу.
Як і у випадку зі скам'янілостями з басейну Араріпе, більшість матеріалу спінозаврів з формації Ромуальдо збиралася за неконтрольованих умов для подальшого комерційного використання у нелегальній торгівлі скам'янілостями. Тому багато зразків частково пошкоджені та не мають точних геологічних польових даних.

## Палеоекологія

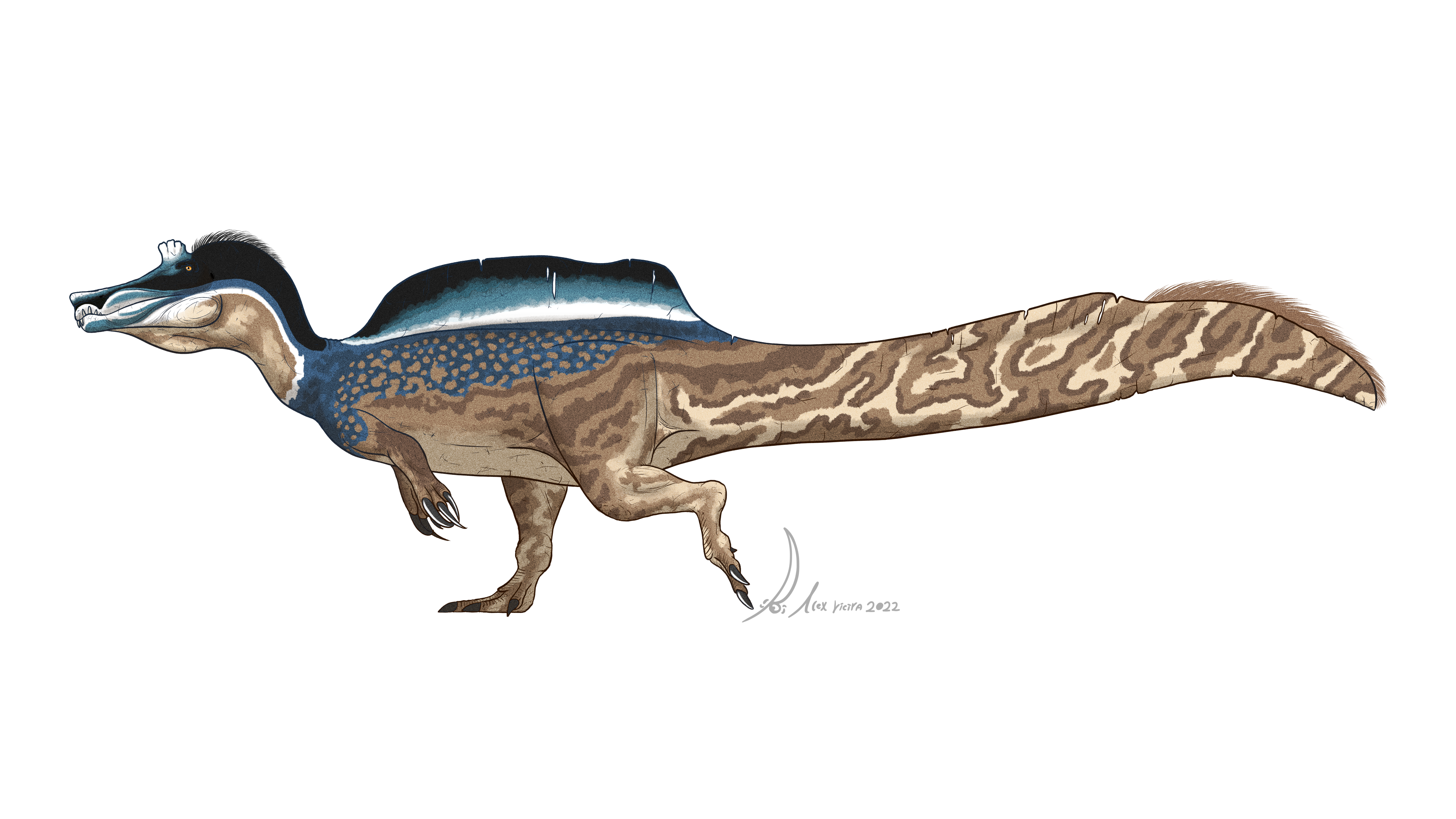
Художня реконструкція

Ірітатор і ангатурама відомі з формації Ромуальдо, породи якої датуються альбським етапом ранньої крейди, близько 110 мільйонів років тому. В цей період південна частина Атлантичного океану тільки відкривалася, формуючи серію циркуматлантичних котловин на територіях південної Бразилії та південно-західної Африки, але північно-східна частина Бразилії та Західна Африка все ще були пов'язані між собою.
Формація Ромуальдо — це лагерштетт, осадове відкладення вапнякових конкрецій, вкладених у сланці, що зберігає скам'янілості у відмінному стані. Вона добре відома завдяки тривимірному збереженню скам'янілостей, в тому числі багатьох скам'янілостей птерозаврів. Крім м'язових волокон птерозаврів і динозаврів, тут були знайдені риби, що зберегли зябра, травний тракт і серця.

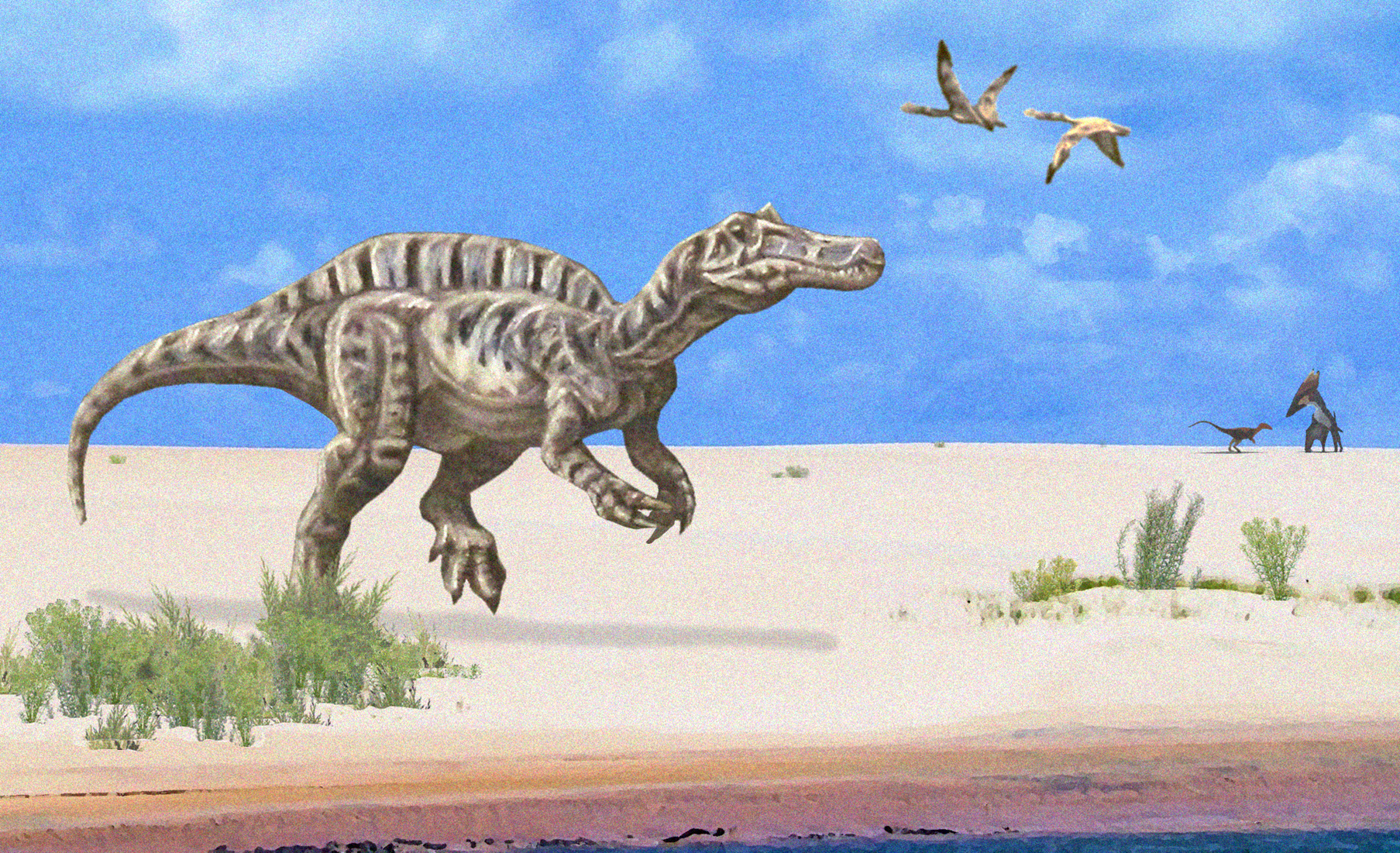
Художнє представлення іритатора у природньому середовищі формації Ромуальдо

Формація розглядається як прибережна лагуна з нерегулярним притоком прісної води, яка зазнавала впливу циклів підвищення та зниження рівня моря. Клімат формації був тропічним і значною мірою відповідав сучасному клімату Бразилії. Регіони, що оточували формацію, були посушливими та напівпосушливими, більшість місцевої флори була ксерофітною (пристосованою до сухого середовища). Найпоширенішими рослинами були саговники та викопні хвойні Brachyphyllum.
У цьому середовищі домінували птерозаври, зокрема: Anhanguera, Araripedactylus, Araripesaurus, Brasileodactylus, Cearadactylus, Coloborhynchus, Santanadactylus, Tapejara, Thalassodromeus, Tupuxuara, Barbosania, Maaradactylus, Tropeognathus та Unwindia. Відома динозаврова фауна, окрім іритатора, була представлена іншими тероподами, такими як тиранозавроїд Santanaraptor, компсогнатовий Mirischia, невизначений дромаеозавр підродини Unenlagiinae і мегарапторовий. З відкладів відомі крокодилоподібні такі як Araripesuchus і Caririsuchus, а також черепахи Brasilemys, Cearachelys, Araripemys, Euraxemys, і Santanachelys. Окрім цього, у відкладах зустрічалися двочерепашкові, морські їжаки, остракоди та молюски. Різні добре збережені скам'янілості риб фіксують присутність: гібодонтоподібних акул, гітарних скатів, панцирних щук, амієвих, пікнодонтів, альбулевих, мавсонієвих та деяких невизначених форм.

## Виноски
1. 1 2  Martill, D. M.; Cruickshank, A. R. I.; Frey, E.; Small, P. G.; Clarke, M. (1996-01). A new crested maniraptoran dinosaur from the Santana Formation (Lower Cretaceous) of Brazil. Journal of the Geological Society (англ.). 153 (1): 5—8. doi:10.1144/gsjgs.153.1.0005. ISSN 0016-7649. Процитовано 16 жовтня 2023.
2. ↑  Machado, Elaine Batista; Kellner, Alexander Wilhelm Armin (1 червня 2005). Notas sobre Spinosauridae (Theropoda, Dinosauria). Anuário do Instituto de Geociências. 28 (1): 158—173. doi:10.11137/2005_1_158-173. ISSN 1982-3908.
3. ↑  Martill, David M. (1994-05). Fake fossils from Brazil. Geology Today (англ.). 10 (3): 111—115. doi:10.1111/j.1365-2451.1994.tb00882.x. ISSN 0266-6979.
4. 1 2 3 4  Aureliano, Tito; Ghilardi, Aline M.; Buck, Pedro V.; Fabbri, Matteo; Samathi, Adun; Delcourt, Rafael; Fernandes, Marcelo A.; Sander, Martin (2018-10). Semi-aquatic adaptations in a spinosaur from the Lower Cretaceous of Brazil. Cretaceous Research (англ.). 90: 283—295. doi:10.1016/j.cretres.2018.04.024.
5. ↑  Gibney, Elizabeth (2014-03). Brazil clamps down on illegal fossil trade. Nature (англ.). 507 (7490): 20—20. doi:10.1038/507020a. ISSN 0028-0836.
6. ↑  Kellner, Alexander W. A.; Campos, Diogenes de Almeida (19 липня 2002). The Function of the Cranial Crest and Jaws of a Unique Pterosaur from the Early Cretaceous of Brazil. Science (англ.). 297 (5580): 389—392. doi:10.1126/science.1073186. ISSN 0036-8075.
7. ↑  Pêgas, Rodrigo V.; Costa, Fabiana R.; Kellner, Alexander W. A. (4 березня 2018). New Information on the Osteology and a Taxonomic Revision of the Genus Thalassodromeus (Pterodactyloidea, Tapejaridae, Thalassodrominae). Journal of Vertebrate Paleontology (англ.). 38 (2): e1443273. doi:10.1080/02724634.2018.1443273. ISSN 0272-4634.
8. ↑  Mabesoone, J.M.; Tinoco, I.M. (1973-10). Palaeoecology of the Aptian Santana Formation (Northeastern Brazil). Palaeogeography, Palaeoclimatology, Palaeoecology (англ.). 14 (2): 97—118. doi:10.1016/0031-0182(73)90006-0.
9. 1 2  Martill, David M.; Frey, Eberhard; Sues, Hans-Dieter; Cruickshank, Arthur R.I. (2000). Skeletal remains of a small theropod dinosaur with associated soft structures from the Lower Cretaceous Santana Formation of northeastern Brazil. Canadian Journal of Earth Sciences. 37 (6): 891—900. doi:10.1139/cjes-37-6-891.
10. ↑  Barrett, Paul; Butler, Richard; Edwards, Nicholas; Milner, Andrew R. (2008). Pterosaur distribution in time and space: An atlas (PDF). Zitteliana Reihe B: Abhandlungen der Bayerischen Staatssammlung für Paläontologie und Geologie (англ.). 28: 61—107.
11. ↑  Bantim, Renan A. M.; Saraiva, Antônio A. F.; Oliveira, Gustavo R.; Sayão, Juliana M. (1 жовтня 2014). A new toothed pterosaur (Pterodactyloidea: Anhangueridae) from the Early Cretaceous Romualdo Formation, NE Brazil. Zootaxa. 3869 (3). doi:10.11646/zootaxa.3869.3.1. ISSN 1175-5334.
12. ↑  Martill, David M. (2011-04). A new pterodactyloid pterosaur from the Santana Formation (Cretaceous) of Brazil. Cretaceous Research (англ.). 32 (2): 236—243. doi:10.1016/j.cretres.2010.12.008.
13. ↑  Candeiro, Carlos Roberto A.; Cau, Andrea; Fanti, Federico; Nava, Willian R.; Novas, Fernando E. (2012-10). First evidence of an unenlagiid (Dinosauria, Theropoda, Maniraptora) from the Bauru Group, Brazil. Cretaceous Research (англ.). 37: 223—226. doi:10.1016/j.cretres.2012.04.001.
14. ↑  Brito, Paulo M.; Yabumoto, Yoshitaka (2011). An updated review of the fish faunas from the Crato and Santana formations in Brazil, a close relationship to the Tethys fauna. Bulletin of the Kitakyushu Museum of Natural History and Human History, Series A (Natural History) (англ.). 9: 107—136. doi:10.34522/kmnh.9.0_107.